# Greenwood Publishing Group
ABC-CLIO/Greenwood este o editură academică și educațională (de la nivel de gimnaziu pînă la nivel universitar) care face parte astăzi din grupul ABC-CLIO. Înființată în 1967 ca Greenwood Press, Inc. și cu sediul în Westport, Connecticut, Greenwood Publishing Group publică lucrări de referință sub marca Greenwood Press și cărți academice, școlare și de interes general sub marca Praeger Publishers. Din cadrul GPG face parte Libraries Unlimited, care publică lucrări de specialitate pentru bibliotecari și profesori.

## Subsidiare

### Mărci
- Greenwood Press (cărți de referință)
- Greenwood World Publishing

### Foste mărci
- Praeger Publishers (cărți școlare și de interes general): a devenit o subsidiară a grupului ABC-CLIO.
- Libraries Unlimited (pentru bibliotecari și profesori): a devenit o subsidiară a grupului ABC-CLIO.

### Foste subsidiare
- Heinemann USA